# Острецов, Анатолий Александрович
Анато́лий Алекса́ндрович Острецо́в (1931, Куйбышев — 2015, Самара) — российский художник, член Самарского отделения Союза художников России.

## Биография
Начал заниматься живописью ещё ребёнком, в возрасте 11—12 лет.  С 1948 по 1966 год он  занимался в художественной студии под руководством Александра Любимого, который в своё время был студентом у выдающегося русского и американского живописца Николая Фешина. Также Анатолий Острецов учился у известного самарского художника Исаака Цибульника, который в свою очередь был учеником выдающегося русского и советского художника, академика и директора Всероссийской академии художеств Исаака Бродского.
В этот период Анатолий Острецов активно занимался карандашной графикой в стиле портрета и натурной этюдной работой.
С 1956 г. работал художником в клубе Куйбышевского шарикоподшипникового завода, художником-оформителем в парке им. Н. А. Щорса, а также писал рекламные афиши для кинотеатра «Художественный». С 1960 г. - сотрудник Куйбышевского отделения художественного фонда РСФСР, с 1972 г. -  директор выставок КОСХ , с 1974 по 1988 г.  директор выставочного зала Союза Художников на улице Молодогвардейской.
С 1980 года — член Союза художников РСФСР.

### Творчество
Пейзажист. Работал в основном в жанрах пейзажа и портрета, в традиционной манере художников русского передвижничества и в стилистике импрессионизма.
Основная тема работ А. Острецова – российская природа: Волга, Подмосковье, Жигулёвские горы (где в селе Бахилова поляна у художника была творческая мастерская-студия), леса; русская деревня и городские пейзажи старой Самары, а также Москвы, Парижа, Варшавы и других городов, где он бывал..
А. Острецов владел разными стилями и техниками, от полной натуралистической детализации до обобщённых фактурных образов, выполненных мастихином. Основную стилистику, в которой работал автор, можно назвать термином «импрессионистический реализм». Наиболее ярко она прослеживается в работах, написанных с натуры. На них изображена реальная природа, городские сюжеты, дома, улицы или предметы, но характеризуются они целостной обобщённостью, отсутствием мелкой детализации и усилением их характерных особенностей. В первую очередь автор старался ухватить и отразить на холсте состояние натуры на момент написания, преломленное через личностное восприятие. Его работы ясно передают осенний холод или дождливую сырость, ощущения зимнего морозного дня, жаркого лета или различных образов наступающей весны. Его работам присуща мягкость подачи: отсутствие резких ярких цветов, преобладание нежных пастельных оттенков. В своих картинах А. Острецов уделял много внимания таким элементам природы как облака, умело передавая их многосложность в зависимости от времени дня и солнечного освещения, а так же разнообразие оттенков зелёного лета.  
Анатолий Острецов с 1957 года участвовал в городских, областных, зональных («Большая Волга»), республиканских и международных (Болгария, Корея, Япония) выставках. Совершил несколько зарубежных творческих поездок: в Болгарию, Францию, Польшу.
Картины А. А. Острецова находятся в Самарском областном художественном музее, Музее изобразительных искусств (Грозный), галерее «Наследие» г. Сызрань, в частных коллекциях Франции, Италии, Германии, Великобритании, США, Польши, Болгарии, Южной Кореи, Японии. Также его пейзажи находились в частных коллекциях экс-патриарха всея Руси Алексия II, экс-папы римского Иоанна Павла II, экс-президента России Б. Ельцина, экс-канцлера Германии Герхарда Шрёдера.

### Выставки персональные
- 1999 — «Художник в Париже» (Самара, Галерея «Меридиан»)
- 2001 — "Оттенки осени",  персональная выставка (Выставочный зал Союза художников на ул. Молодогвардейской (Самара)
- 2005 — Персональная выставка (Выставочный зал Союза Художников на ул. Молодогвардейской (Самара)
- 2016 — «Образ моего времени» (Самара, галерея «Вавилон»)[2]
- 2016 — Посмертная выставка (Выставочный зал Союза Художников на ул. Молодогвардейской (Самара)[1]